# Multiphonique
Il existe trois techniques de multiphonie pour les instruments à vent, et plus particulièrement pour les cuivres, aux résultats très différenciés.

## Trois techniques

### Jouer et chanter simultanément
Cette technique est utilisée par les aborigènes d'Australie depuis plusieurs millénaires dans leur musique traditionnelle (voir le Didgeridoo). La technique, apparue en Occident au XVIIIe siècle, consiste à jouer une note avec l'instrument et à en chanter une autre simultanément pour produire deux sons distincts; le renforcement d'harmoniques particulières permet même d'entendre trois, voire quatre sons.
Davantage un effet qu'une multiphonie, le growl est le fait de colorer le son de l'instrument en chantant un son grave guttural.
Une autre technique possible et fréquemment utilisée consiste à utiliser des doigtés alternatifs, ou pour les cuivres à jouer simultanément plusieurs notes d'une même série d'harmoniques.
La technique « jouer et chanter », similaire à la technique principale du didgeridoo, est efficacement applicable à la trompette, au trombone et au tuba.
Le tromboniste de free jazz allemand Albert Mangelsdorff s'est spécialisé dans l'utilisation de cette technique en chantant principalement au-dessus de la note jouée. Le compositeur tromboniste (franco-slovène) Vinko Globokar, quant à lui, a travaillé cette technique en jouant et en chantant à des intervalles très réduits.

### Amplifier les harmoniques de la voix grâce à des positions buccales spécifiques.
La technique du chant diphonique, caractéristique, par exemple, du chant traditionnel de Mongolie, consiste à produire des double sons avec la seule voix : le chanteur émet un bourdon grave avec une forte pression d'air, et amplifie certaines harmoniques grâce à la déformation de ses cavités buccales comme pour prononcer des voyelles.
Émerge alors une véritable mélodie flûtée dans l'aigu, qui se superpose au bourdon, assortie de rythmes.

### Jouer plusieurs notes en même temps.
L'Atelier de Recherche Instrumental de l'IRCAM (Institut pour la coordination acoustique musique) à Paris a beaucoup contribué à mieux comprendre le fonctionnement des sons multiphoniques, par exemple dans les travaux de Michèle Castellengo et de Claudy Malherbe. 
L'instrument hésite entre plusieurs types d'émission, le plus souvent entre plusieurs rangs harmoniques. On peut différencier les doubles sons de la flûte des multiphoniques d'instruments à anche double (hautbois, clarinette, basson, saxophone), beaucoup plus riches.
Il est aussi possible de produire des sons multiphoniques aux instruments à cordes, surtout graves (violoncelle, contrebasse). Il faut effleurer la corde comme pour une harmonique, mais sur une position intermédiaire (par exemple le triton), et chercher la pression et la position d'archet idoine. Cette technique est cependant beaucoup plus délicate à produire que sur un instrument à vent.
Certaines techniques des sons multiphoniques  ne posent plus de problème à la plupart des interprètes depuis les années 70, et se sont largement répandues dans le répertoire contemporain et jazz depuis la fin du XXe siècle.

## Multiphonique sur les instruments à cordes
La production de multiphoniques sur les instruments à cordes frottées est également possible de plusieurs façons. L'une d'elles est de poser sans pression un doigt de la main gauche sur un endroit de la corde ne correspondant pas à une harmonique naturelle (typiquement, la quarte augmentée ou la sixte mineure), et avec une position (en général un peu sur la touche), une pression et une vitesse d'archet adaptées, de faire surgir le multiphonique.
On trouve des multiphoniques de cordes frottées dans de nombreuses œuvres écrites aux XXe et XXIe siècles, dont celles pour ou avec violoncelle de Michael Jarrell (...some leaves...) ou encore de Brice Catherin (en) (Acciones en casa, Nouvelles Voix, Winterreise...)